# Alamo Square

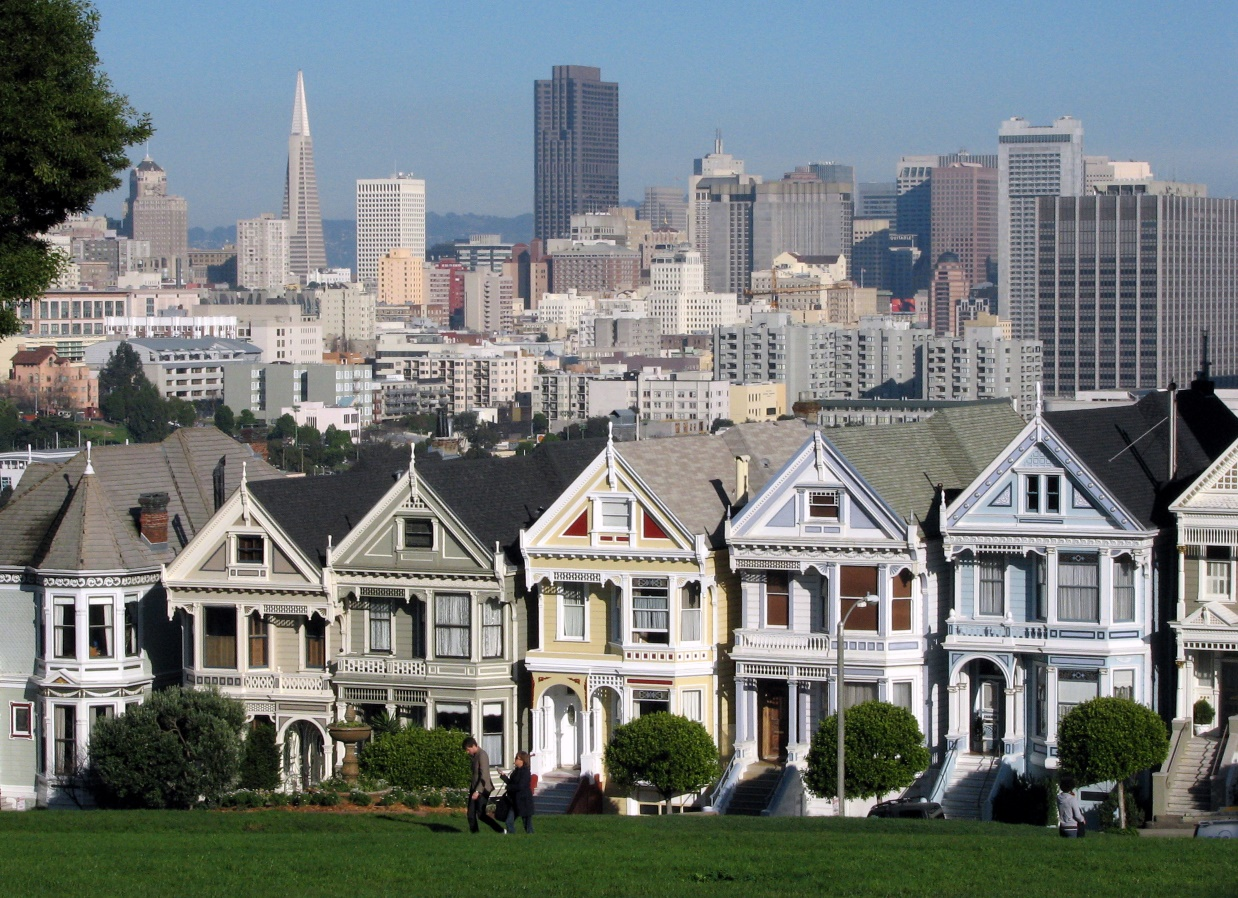
Die Painted Ladies am Alamo Square

Der historische Alamo Square ist ein Park und Stadtteil von San Francisco im US-Bundesstaat Kalifornien. Er wurde von Bürgermeister James Van Ness 1856/1857 angelegt. Der Park erstreckt sich über vier Häuserblocks auf einem Hügel. Er wird von der Hayes Street im Süden, der Fulton Street im Norden, der Scott Street im Westen und der Steiner Street im Osten begrenzt.
Eine Reihe viktorianischer Häuser, die „Postcard Row“ (Postkartenreihe) genannt wird, ist eine der am meisten fotografierten Wohnstraßen Amerikas. Einige der Häuser sind bunt gestrichen, weswegen sie auch Painted Ladies genannt werden. Besonders die prachtvolle Häuserzeile an der Steiner Street ist das bekannteste Beispiel für den Queen Anne Style, dieser wurde um 1890 entwickelt.